# Voll-Brennwertkessel
Ein Voll-Brennwertkessel ist ein Heizkessel, der einen Brennwertbetrieb auch bei Systemtemperaturen (Temperatur des Heizungswasser- oder Warmwasser-Rücklaufs) ermöglicht, die oberhalb des Rauchgastaupunktes des verwendeten Brennstoffes liegen (Heizöl: ca. 45 °C, Erdgas ca. 56 °C). Bewerkstelligt wird dies durch weiteren Wärmeaustausch zwischen Rauchgas und Zuluft (ähnlich wie bei einem Luft-Abgas-System, nur dass der Wärmetausch nicht im Kaminrohr, sondern im Heizraum erfolgt und die Zuluft auch aus dem Heizraum stammen kann). Somit wird auch die Verdampfungsenthalpie des im Abgas enthaltenen Wasserdampfs genutzt, die Effizienz der Heizkessel kann dabei gegenüber Niedertemperaturheizungen um bis zu 8 % bei Heizölkesseln beziehungsweise 11 % bei Erdgaskesseln gesteigert werden (Erdgas hat einen höheren Wasserstoffanteil, es entsteht daher bei der Verbrennung mehr Wasserdampf. Dadurch wird im Abgas mehr Energie in Form von Verdampfungsenthalpie gebunden, die bei der Kondensation zurückgewonnen werden kann).

## Vetter-Ofen
Der Voll-Brennwertkessel und im Grunde die Anwendung der Brennwerttechnik auf Kleinheizungsanlagen sind eine Erfindung von Richard Vetter, daher ist der Kessel auch unter dem Namen Vetter-Ofen bekannt. Beim Vetter-Ofen wird das Abgas in zwei Stufen, mit zwei Wärmeübertragern, auf 20 bis 30 °C abgekühlt. Damit entfällt die Beschränkung auf eine Niedrigtemperaturheizung.
Im ersten Wärmeübertrager wird das Heizungswasser im Gegenstrom auf bis zu 80 °C erwärmt, es ergeben sich also praktisch keine Einschränkungen für die Vor- und Rücklauftemperatur. Die Rauchgase werden auf bis zu 60 bis 70 °C abgekühlt, dadurch findet hier noch keine Kondensation von säurehaltigem Wasserdampf statt, die Werkstoffe müssen nicht aus korrosionsbeständigem Material gefertigt sein, wodurch die Herstellungskosten geringer gehalten werden können.
Im zweiten Wärmeübertrager wird die Verbrennungsluft für den Brenner erwärmt und zugleich das Rauchgas noch weiter abgekühlt, wobei der im Rauchgas enthaltene Wasserdampf kondensiert.
Der Grad der Kondensation hängt immer vom jahreszeitlich unterschiedlichen kältesten Wärmetauschermedium ab (Kaltwasser, Heizungsrücklauf, Außenluft). Im Winter – in der Zeit, da die Feuerungsanlage am längsten in Betrieb ist – ist die Außenluft kälter als das Rücklauf- oder Frischwasser. Dann kann am meisten kondensiert werden, das System funktioniert am wirkungsvollsten.
Bei Heizölanlagen wird mit Hilfe eines speziellen Wasser-Einspritz-Verfahrens das schädliche Schwefeldioxid gebunden. Zur Entsorgung des Kondensates dient ein kalkhaltiges Granulat, welches die entstandenen Schwefelsäuren (Schweflige Säure und Schwefelsäure) bindet.

## Vergleich mit „normalen“ Brennwertkesseln
Um dieselbe Wirkung wie ein Voll-Brennwertkessel zu erreichen, werden andere Brennwertkessel in Verbindung mit einer „raumluftunabhängigen Zuluftführung“ mit einem Luft-Abgas-System (LAS) im Schornstein ausgerüstet, das den Part der Luftvorwärmung übernimmt. Dabei strömt die Zuluft im Gegenstrom zum Rauchgas und kann somit dessen Wärmeinhalt aufnehmen. Auch dann wird oft von einem Vollbrennwertbetrieb gesprochen.
Bei einer raumluftunabhängigen Zuluftführung wird die nötige Verbrennungsluft nicht aus dem Heizraum abgesaugt, sondern entweder durch einen freien Kaminschacht, eine extra gebaute Zuluftleitung oder wie beim vorgenannten LAS-System durch den Spalt zwischen Rohr und Kamininnenwandung vom Kaminkopf am Dach angesaugt.
Um Korrosion des Brennerraums zu vermeiden, haben manche Brennwertkessel eine Rücklaufanhebung (zur Anhebung der Temperatur) für den wärmsten Teil des Wärmetauschers eingebaut. Dafür wird erhitztes Wasser im Kreislauf zurückgeführt und dem „kalten“ Rücklauf zugemischt. Damit ist sichergestellt, dass der Wärmetauscher dort nicht unter den Taupunkt abkühlt. Im Prinzip zirkuliert im wärmsten Teil des Wärmetauschers ständig ein warmer Wasserstrom, aus dem heißes Wasser abgegeben wird und durch kühleres Rücklaufwasser ersetzt wird.